# 木村純一 (岩石学者)
木村 純一（きむら じゅんいち）は、日本の岩石学者。
国立研究開発法人海洋研究開発機構 海域地震火山部門 火山・地球内部研究センター 上席技術研究員(シニア)。
専門は質量分析、火山岩岩石学、火山地質学、固体地球化学。

## 学歴
- 理学修士の学位取得（信州大学）[2]
- 1986年 - 1988年 大阪市立大学大学院理学研究科 地質学[2][3]
- 理学博士の学位取得（大阪市立大学）[2]

## 経歴
- 1990年 - 1993年 インドネシア共和国鉱山エネルギー省 地質研究開発センター[2]
- 1993年 - 1997年 福島大学教育学部 地学教室[2]
- 1997年 - 2007年 島根大学総合理工学部 地球資源環境学科[2]
- 2008年 - 海洋研究開発機構 地球内部物質循環研究分野[2]

## 主な委員歴
- 1989年 - 1990年 日本地質学会 評議員[2]
- 1997年 - 1999年 地学団体研究会 会長[2]
- 2007年 -  日本地球惑星科学連合 固体地球セクションボード[2]

## 受賞歴
- 1989年 地学団体研究会 1988年度地球科学賞[4][2]
- 2002年 日本地質学会 論文賞[5][2]
- 2017年 2016年度日本地質学会小藤文治郎賞[6][2]
- 2018年 フンボルト賞（アレクサンダー・フォン・フンボルト財団）[7]